# CBM Gáldar
Der Club Balonmano Gáldar Gran Canaria ist ein spanischer Handballverein aus Gáldar auf der Kanarischen Insel Gran Canaria.

## Geschichte
Der Verein wurde im Jahr 1972 gegründet und trug im Laufe der Zeit den Namenszusatz verschiedener Sponsoren wie BMW, Charade, Buenaventura, Cadagua oder Beñesmén. Die erste Spielstätte war bis 1977 am Instituto Saulo Torón, bevor man in den 4500 Zuschauer fassenden Pabellón Juan Vega Mateos einzog.
Ende der 1980er Jahre stieg die Männermannschaft in die 1a Nacional B auf und 1989 in die 1a Nacional A. In dieser Zeit wurden neben lokalen Spielern auch erste ausländische Handballer verpflichtet. In der Saison 1990/91 gelang Gáldar der Aufstieg in die erste spanische Liga, die Liga ASOBAL. Zur Saison 1992/93 konnte der Verein die belarussischen Rückraumspieler Andrei Paraschtschenko und Juryj Karpuk von SKA Minsk sowie den Russen Sergei Ladygin verpflichten. Zudem wurde Jordi Ribera neuer Trainer. Am Ende dieser Saison belegte man den 6. Platz. In der Saison 1993/94 erreichte man den 7. Platz und qualifizierte sich damit für den Euro-City-Cup. Bei der ersten Europapokalteilnahme unterlag Gáldar erst in den Finalspielen des Euro-City-Cup 1994/95 dem deutschen Verein TV Niederwürzbach. Mit dem 5. Platz in der heimischen Liga qualifizierte man sich erneut für diesen Wettbewerb. Im Euro-City-Cup 1995/96 scheiterte die Mannschaft im Viertelfinale am schwedischen Verein IFK Skövde HK. In der Saison 1998/99 wurde Paraschtschenko mit 195 Toren Torschützenkönig der Liga ASOBAL. Mit dem 4. Platz in der Spielzeit 2000/01 erreichte Gáldar die beste Platzierung und nahm daraufhin am EHF-Pokal 2001/02 teil, in dem man erst im Halbfinale gegen den FC Barcelona ausschied. In dieser Zeit kam auch der spätere Nationalspieler Daniel Sarmiento zu ersten Einsätzen in der Liga. Nach dem 10. Platz in der Saison 2002/03 zog sich Gáldar aus finanziellen Gründen aus der ersten Liga zurück und stieg in der Folge bis in die vierte Liga ab. Paraschtschenko ging diesen Weg mit und beendete dort erst 2005 seine Karriere.
Im Jahr 2008 wurde der Verein neugegründet. In der Saison 2022/23 spielt die Mannschaft als KM13 Gáldar in der Primera División Grupo A, der dritten spanischen Liga.

## Historische Platzierungen
| Saison    | Liga        | Platz |
| --------- | ----------- | ----- |
| 1991/92   | Liga ASOBAL | 12    |
| 1992/93   | Liga ASOBAL | 6*    |
| 1993/94   | Liga ASOBAL | 7*    |
| 1994/95   | Liga ASOBAL | 5     |
| 1995/96   | Liga ASOBAL | 9     |
| 1996/97   | Liga ASOBAL | 7     |
| 1997/98   | Liga ASOBAL | 9     |
| 1998/99   | Liga ASOBAL | 8     |
| 1999/2000 | Liga ASOBAL | 6*    |
| 2000/01   | Liga ASOBAL | 4     |
| 2001/02   | Liga ASOBAL | 9     |
| 2002/03   | Liga ASOBAL | 10    |

* Anmk.: 1992/93, 1993/94 und 1999/2000 im Viertelfinale der Play-offs ausgeschieden.

## Bekannte Persönlichkeiten
- Juan Francisco Alemany
- David Carvajal
- Steinar Ege
- Oleg Grebnew
- Juryj Karpuk
- Thomas Klitgaard
- Sergei Ladygin
- Víctor Hugo López
- Óscar Mainer
- Iñaki Malumbres
- Alberto Martín
- Ambros Martín
- Andrei Paraschtschenko
- Xavier Pascual Fuertes
- Tonči Peribonio
- Carlos Prieto
- Velimir Rajić
- Matthias Reckzeh
- Jordi Ribera (Trainer)
- Daniel Sarmiento
- Miguel Ángel Zuñiga